# Игличасти лед
Игличасти лед (енгл. needle ice) феномен је до којег долази када је температура тла изнад 0 °C (32 °F) а температура ваздуха испод 0 °C (32 °F). Подземна текућа вода излази на површину због капиларности, након чега се смрзава и гради ступце леда који су налик иглама.
Иглице леда су обично дуге неколико центриметара. Док расту, могу да подижу или гурају мање честице тла. На нагнутим површинама, игличасти лед може да буде фактор који доприноси слегању тла.
Друга имена за игличасти лед су „ступци леда/мраза” (Säuleneis на немачком), „крестичасти лед” (Kammeis на немачком), „стабљичасти лед” (Stängeleis на немачком), „стубови леда” (霜柱 shimobashira на јапанском), „цевасти лед” (pipkrake на шведском; од швед. pipa — „цев” и швед. krake — „слаб”, „фин”; кованица Хенрика Хеселмана из 1907).
Слични феномени, ледено цвеће и ледена коса, могу да се појаве на живим или мртвим биљкама, поготово на дрвету.